# Почигайло Ярослав Остапович
Почигайло Ярослав Остапович (псевдо: «Боярин», «Крук», «Б–42», «Б-321», «662/2»; 1922, с. Боків, нині Підгаєцька міська громада, Тернопільський район, Тернопільська область — 7 червня 1951, біля с. Ласківці, Теребовлянський район, Тернопільська область) — командир сотні УПА «Лісовики» ВО-3 «Лисоня», лицар Срібного хреста бойової заслуги 1 класу .

## Життєпис
Народився у сім'ї селян-середняків. Освіта — середня спеціальна: закінчив учительську семінарію. Член Юнацтва ОУН із студентських років.
Керівник станичної сітки ОУН у рідному селі, а відтак — у Підгаєцькому р-ні. Член ОУН із 1939 р. Пройшов військовий вишкіл в УПА на Волині. Командир чоти у старшинській школі УПА «Олені» (весна-осінь 1944). 
У листопаді 1944 р. після закінчення вишколу в школі скерований у ВО «Лисоня». Командир сотні УПА «Лісовики» ВО-3 «Лисоня» (01.1945 — літо 1946), співробітник осередку СБ Чортківсько-Бережанського окружного проводу ОУН, референт СБ (1947—1948), організаційний референт (08.1948-08.1949) та керівник (08.1949-06.1951) Копичинецького надрайонного проводу ОУН.
Загинув внаслідок зради разом із двома побратимами у бою з оперативно-військовою групою МДБ на пункті зв'язку. Тіло забране ворогом у райцентр Білобожницю. Місце поховання невідоме.
Старший булавний (?), хорунжий (1.10.1944), поручник (30.06.1950) УПА;

## Нагороди
- Згідно з Наказом Головного військового штабу УПА 1/51 від 25.07.1951 р. керівник Копичинецького надрайонного проводу ОУН Ярослав Почигайло — «Боярин» нагороджений Срібним хрестом бойової заслуги УПА 1 класу.
- У Наказі КВШ УПА-Захід відзначений Вирізненням (1.01.1946).

## Вшанування пам'яті
- 8.10.2017 р. від імені Координаційної ради з вшанування пам'яті нагороджених Лицарів ОУН і УПА у с. Бишки Козівського р-ну Тернопільської обл. Срібний хрест бойової заслуги УПА 1 класу (№ 005) переданий Ярославі Святенькій, племінниці Ярослава Почигайла — «Боярина».